# 馬場頼周
馬場 頼周（ばば よりちか）は、戦国時代の武将。少弐氏の重臣。肥前国綾部城主。

## 出自
馬場氏は少弐氏の一門であり、少弐教頼の弟・頼経を祖とする。周防国の大内氏の圧力により勢力を弱め肥前へ拠点を移した少弐氏は、かつての九州探題であった渋川氏を圧迫し、肥前綾部城を奪取し、一門である馬場氏を城主とし、統治を固めた。

## 略歴
少弐氏譜代被官馬場頼員の子として誕生。
大永３年(1523)少弐資元・大内義隆間で和睦が成立すると、翌4年（1524年）正月には少弐方への帰参に応じない岳父筑紫満門を謀殺し、龍造寺・神代・副島三氏に対して大内氏との手切れ、千葉胤勝の動向への警戒を訴えた。享禄3年（1530年）田手畷の戦いでは少弐軍の一翼を担い、杉興運率いる大内軍の撃退に貢献した。天文3年(1534)龍造寺家兼が少弐資元・大内義隆間の和睦を斡旋するも、翌4年に陶興房が再び肥前に来襲すると、天文5年には西肥前国衆の離反により主君少弐資元は多久梶峰城にて自害した。
資元死後、資元遺児松法師丸が元服して冬尚と名乗ると、譜代被官・肥前国衆を糾合して版図を急速に拡大した。そして天文13年(1544)龍造寺一門が西肥前経略に向かうと、頼周を含む少弐家中の老共が高来郡の有馬晴純・杵島郡の後藤純明と共謀し、龍造寺一門を誅殺し、龍造寺・西千葉氏旧領の佐賀・小城郡に進出した。『九州治乱記』にはこの際、頼周が討ち取った龍造寺一門6人の首級を踏みつけたと記す。
天文15年（1546年3月16日頼周・政員父子は江上元種とともに小城郡祇園城を改修し、冬尚実弟の東千葉氏当主千葉胤頼の協力の下で佐賀平野西部における少弐氏支配の拠点形成を図った。時を同じくして筑後国の蒲池鑑盛の下に逃れた龍造寺家兼が挙兵し、西千葉氏当主千葉胤連もこれに合力し、本拠地の佐賀郡水ケ江城に復帰した。龍造寺・西千葉勢は勢いに任せて4月2日に祇園城を包囲するが、普請中であったこと、西千葉氏家中が縄張りを知悉していたこともあり、祇園城は陥落し、頼周・政員父子は綾部城への逃避行を試みた。しかし河上社のあたりで龍造寺勢の追撃を受け、子・政員は野田家俊に討ち取られ、頼周は社家に走り込み芋釜の穴に隠れたが、加茂弾正という者に穴より引き摺り出されて殺害された。家兼は祇園岳へ向かう途上の坪上という地で頼周と政員の首級を検分する。なお、政員の室は家兼の孫娘であり、馬場父子の首は家兼に丁重に葬られた。
頼周死後の馬場氏は遺された孫・鑑周が跡を継ぎ、後に許され再び龍造寺氏に仕えた。しかし、鑑周も永禄12年（1569年）に大友氏が攻め寄せた際に寝返るなど、龍造寺氏への抵抗を続けた。